# Älgön-Brattön
Älgön-Brattön este o arie protejată (arie specială de conservare — SAC, sit de importanță comunitară — SCI) din Suedia întinsă pe o suprafață de 1.187 ha, integral pe uscat.

## Localizare
Centrul sitului Älgön-Brattön este situat la coordonatele 57°55′16″N 11°41′50″E / 57.9212°N 11.6971°E.

## Înființare
Situl Älgön-Brattön a fost declarat sit de importanță comunitară în decembrie 1995 pentru a proteja un număr necunoscut de specii din flora spontană și fauna sălbatică aflate în arealul zonei. Situl a fost protejat și ca arie specială de conservare în martie 2011.

## Biodiversitate
Situată în ecoregiunile continentală și marină Atlantică, aria protejată conține 18 habitate naturale: Pajiști din zone de pădure fino-scandinave, Recifuri, Păduri pe pante, grohotișuri și ravene de Tilio-Acerion, Pajiști uscate europene, Pante stâncoase silicioase cu vegetație casmofită, Faleze cu vegetație de pe coastele atlantice și baltice, Vegetație anuală la limita mareei, Terase mlăștinoase și terase nisipoase neacoperite de apă la reflux, Vegetație perenă pe țărmurile stâncoase, Pajiști uscate seminaturale și facies de acoperire cu tufișuri pe substraturi calcaroase (Festuco-Brometalia) (* situri importante pentru orhidee), Pajiști fino-scandinave uscate până la mezice, bogate în specii de altitudine mică, Fânețe de joasă altitudine (Alopecurus pratensis, Sanguisorba officinalis), Păduri acidofile de stejar bătrân cu Quercus robur pe câmpii nisipoase, Liziere de ierburi înalte hidrofile de câmpie și de nivel montan până la alpin, Formațiuni ierboase bogate în specii de Nardus, dezvoltate pe substraturi silicioase în zone montane (și în zone submontane, în Europa continentală), Bancuri de nisip acoperite în permanență slab de apă marină, Roci stâncoase cu vegetație pionieră de Sedo-Scleranthion sau Sedo albi-Veronicion dillenii, Păduri de stejar sau de stejar și carpen sub-atlantice și medio-europene de Carpinion betuli.
La baza desemnării sitului se află un număr nedeclarat de specii protejate.